# 徐汶緯
徐汶緯，JP（1981年—），香港建制派（商界親中派）政治人物、飲食界人士，金記集團主席，主張愛國者治港，2021年香港十大傑出青年得主, 2022香港恒生大學傑出青年企業家獎得主。

## 生平
徐汶緯在破碎家庭的環境長大，跟着祖父母生活。中三遭學校退學，即使再嘗試多讀一年夜校，但對學習提不起勁，最終輟學。其後他做過汽車維修、柯式印刷、地盤雜工等，每月靠着數千元薪金，終日在屋邨與損友流連度日。不過後來徐汶緯的叔叔點醒他，讓他驚覺自己都養不起，將來很難養家，因而與同學創業，向親友借了10萬元在筲箕灣開串燒店，用4年便賺了人生第一桶金。可惜其後因為經營不善結業，他亦因為投資失利輸清光。其後，他得悉屹立筲箕灣半世紀的金記冰室要結業，決定接手該舖。2024年開始一直以金記冰室集團主席身份拖欠員工薪金、強積金、供應商貨款、租金等，惟一直未見有出面解決。
2021年9月，當選成為香港特别行政區選舉委員會委員（飲食界）。
2021年12月，參選2021年香港立法會選舉（飲食界），但輸給張宇人。